# Еберхард I
Еберхард I (на немски: Eberhard I; † сл. 937) от фамилията на Ецоните е граф в Келдахгау (904) и Бонгау (913).

## Произход
Той е син на Еренфрид I († сл. 904), граф в Близгау (877) и Шармуа (895), и съпругата му Аделгунда от Бургундия († сл. 902) от род Велфи, дъщеря на маркграф Конрад II Млади от Бургундия (825 – 881) и втората му съпруга графиня Юдит от Фриули († 863/881), дъщеря на херцог Еберхард от Фриули и Гизела (дъщеря на Лудвиг Благочестиви). Майка му е внучка на германския император Лудвиг Благочестиви крал на Аквитания и Юдит Баварска. Брат е на Херман I фон Близгау († 924), архиепископ на Кьолн (889 – 924), и на Еренфрид фон Близгау († сл. 907), дворцов каплан и канцлер (903/907).

## Фамилия
Той се жени и има децата.
- Еренфрид II или Еренфелд, Ецо († ок. 970), граф в Цюлпихгау (942) и Бонгау (945), женен за Рихвара фон Цюлпихгау († пр. 10 юли 963)
- Еберхард († 964), граф в Дренте и Салланд, женен за Амалрада фон Рингелхайм, дъщеря на граф Тидерих/Теодорик/Теудеберт фон Рингелхайм († 917) и Регинхилда от Фризия († 917), дъщеря на крал Готфрид от Фризия († сл. 886) и Гизела от Лотарингия-Нивел († 907), дъщеря на крал Лотар II от Лотарингия († 869) (Каролинги)
- Херман I († сл. 948), граф на Ауелгау (922/948)